# Peiriçans
Peiriçans (francès Peyrissas) és un municipi del departament francès de l'Alta Garona, a la regió d'Occitània.